# 마이크 브로소

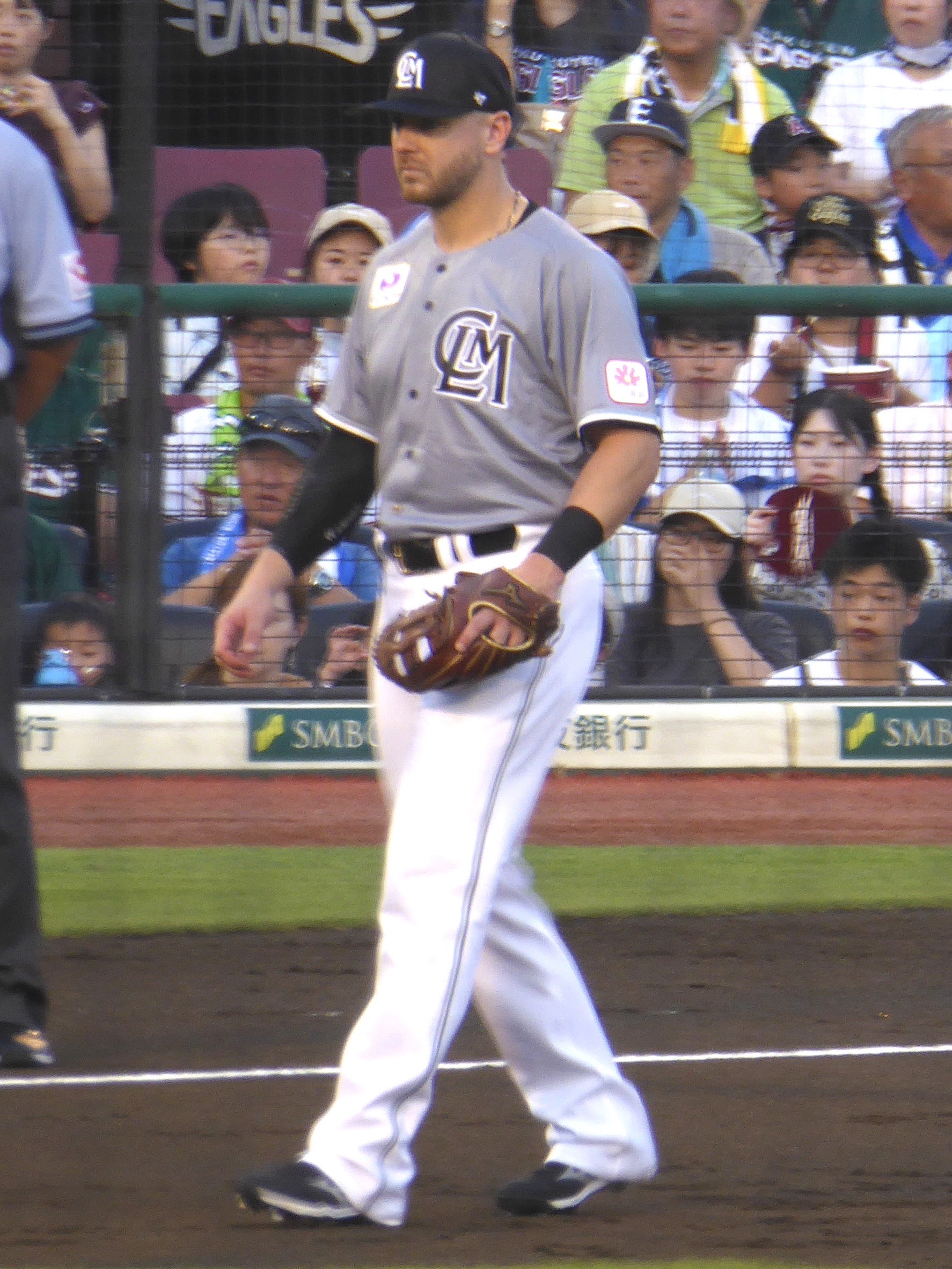

마이크 브로소(Mike Brosseau, 본명: Michael Dillon Brosseau, 1994년 3월 15일 ~ )는 메이저 리그 베이스볼(MLB)의 밀워키 브루어스 팀에서 뛰고있는 미국의 프로 야구 내야수이다. 2019년 탬파베이 레이스에서 데뷔했으며 2021년 시즌 이후 브루어스로 이적했다.